# لاسلوی دوم

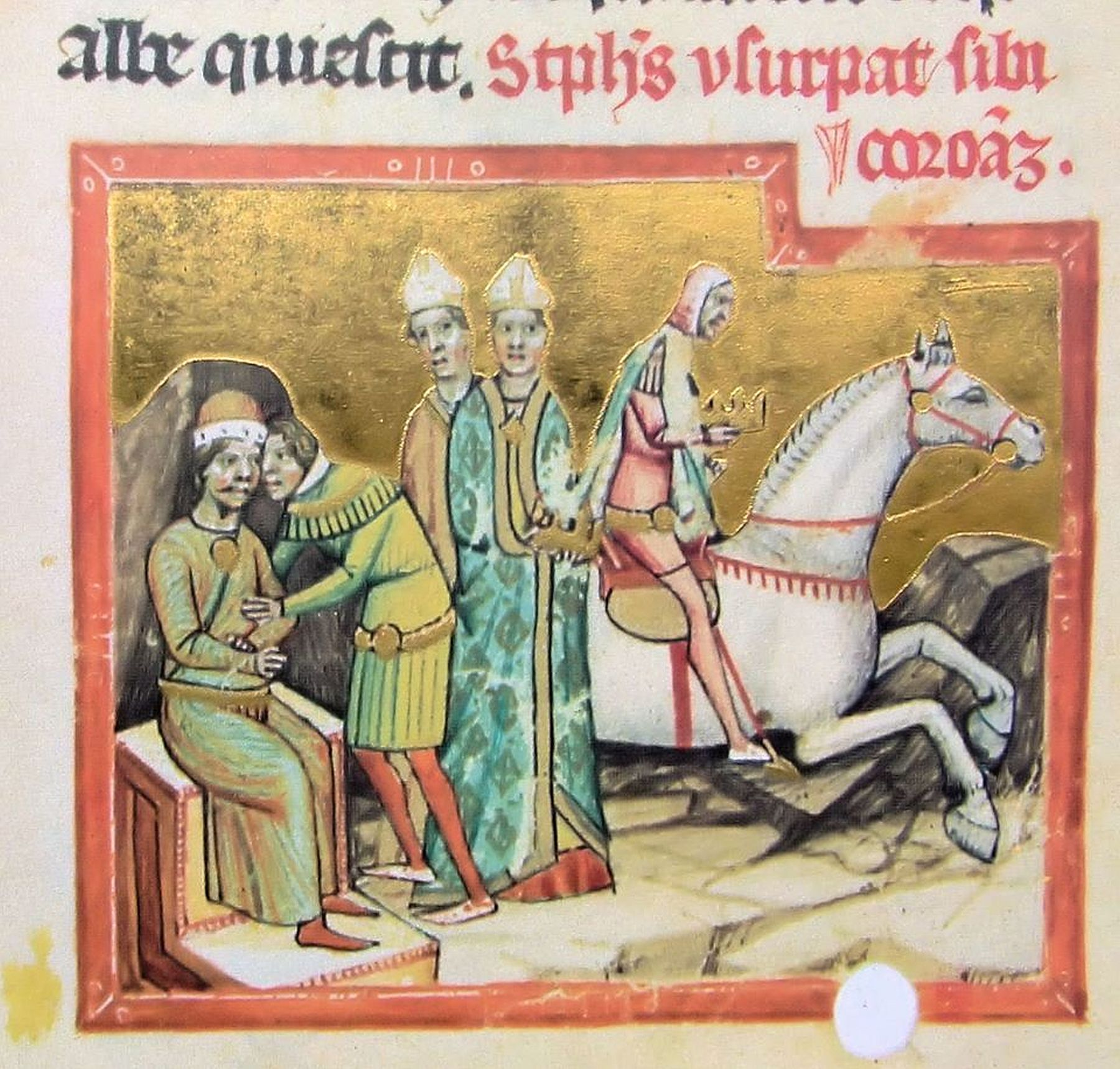
لاسلوی دوم سوار بر اسب تاج مقدس مجارستان را می‌دزدد.

لاسلوی دوم(به مجاری: II. László)(زادهٔ ۱۱۳۱- مرگ ۱۴ ژانویهٔ ۱۱۶۳) پادشاه مجارستان بود.
لاسلو دومین پسر بلای دوم بود. او با یاری امپراتوری روم شرقی و برای به دست آوردن تاج و تخت با ایشتوان سوم جنگید. بسیاری از اشراف مجارستان نیز وی را پادشاه برحق می‌شمردند. ولی کلیسای کاتولیک نیز پادشاهی وی را به رسمیت نمی‌شناختند. او بر اثر مسمومیت کشته‌شد و پیکرش را در سکش‌فهروار به خاک سپرده‌شد.